# بیانکا پاسکو
بیانکا پاسکو (رومانیایی: Bianca Pascu؛ زادهٔ ۱۳ ژوئن ۱۹۸۸) شمشیرباز اهل رومانی است.